# Rosalind Marquis
Rosalind Marquis (geborene Rosalind Saindon; * 11. September 1915 in Chicago, Illinois; † 12. Juni 2006 in Naples, Florida) war eine US-amerikanische Schauspielerin.
Rosalind Marquis machte ihr Filmdebüt 1936 an der Seite von Humphrey Bogart und Edward G. Robinson in Wem gehört die Stadt?. Im selben Jahr war sie an der Seite von Clark Gable und Marion Davies in der Komödie Kain und Mabel zu sehen. Ihren größten Erfolg feierte Marquis 1937 neben Bette Davis und Humphrey Bogart im Krimi Mord im Nachtclub. Ihre Hollywood-Karriere war allerdings kurz, schon 1938 drehte sie ihren letzten Film Radio City Revels.
Marquis hat sich neben ihrer Schauspielkarriere auch einen Namen als Sängerin und Pianistin gemacht. So tourte sie zusammen mit der Chansonette Édith Piaf durch die USA, als sie in Kentucky ihren zukünftigen Ehemann Ed Axton kennenlernte. Nach ihrer Heirat zog sie sich aus dem Showgeschäft zurück und wurde Mutter von drei Kindern.

## Filmografie
- 1936: Wem gehört die Stadt? (Bullets or Ballots)
- 1936: Earthworm Tractors
- 1936: Echo Mountain (Kurzfilm)
- 1936: Stage Struck
- 1936: Kain und Mabel (Cain and Mabel)
- 1936: Gold Diggers of 1937
- 1937: Mord im Nachtclub (Marked Woman)
- 1937: A Day at Santa Anita (Day at Santa Anita, Kurzfilm)
- 1937: Talent Scout
- 1937: That Certain Woman
- 1938: Radio City Revels